# Llano (Texas)
Llano ist eine Stadt im und County Seat des Llano County in Texas. 2000 hatte die Stadt bei einer Fläche von 12,173 km² 3.325 Einwohner.
Die Stadt wurde als Seat des gleichnamigen Countys kurz nach der Konstituierung desselben am 24. Februar 1854 gegründet. Stadt wie County sind nach dem Llano River benannt, an dessen Ufer die Stadt auch liegt. Bis in die 1870er Jahre war die Llano kaum mehr als ein Handelsvorposten mit Poststation. Mitte der 1880er Jahre wurden nördlich der Stadt reiche Erzvorkommen entdeckt und mit der Ausbeutung derselben erlebte Llano bis Mitte der 1890er Jahre einen wirtschaftlichen Boom, der zum Anschluss an das texanische Eisenbahnnetz führte.